# Batalha de Stirling Bridge
A Batalha de Stirling Bridge ou Batalha da Ponte de Stirling foi uma das batalhas travadas durante a Guerra de Independência Escocesa. Em 11 de setembro de 1297, as forças comandadas por Andrew Moray e William Wallace derrotaram as forças inglesas comandadas por John de Warenne e Hugh de Cressingham perto de Stirling, no Rio Forth.

## A batalha

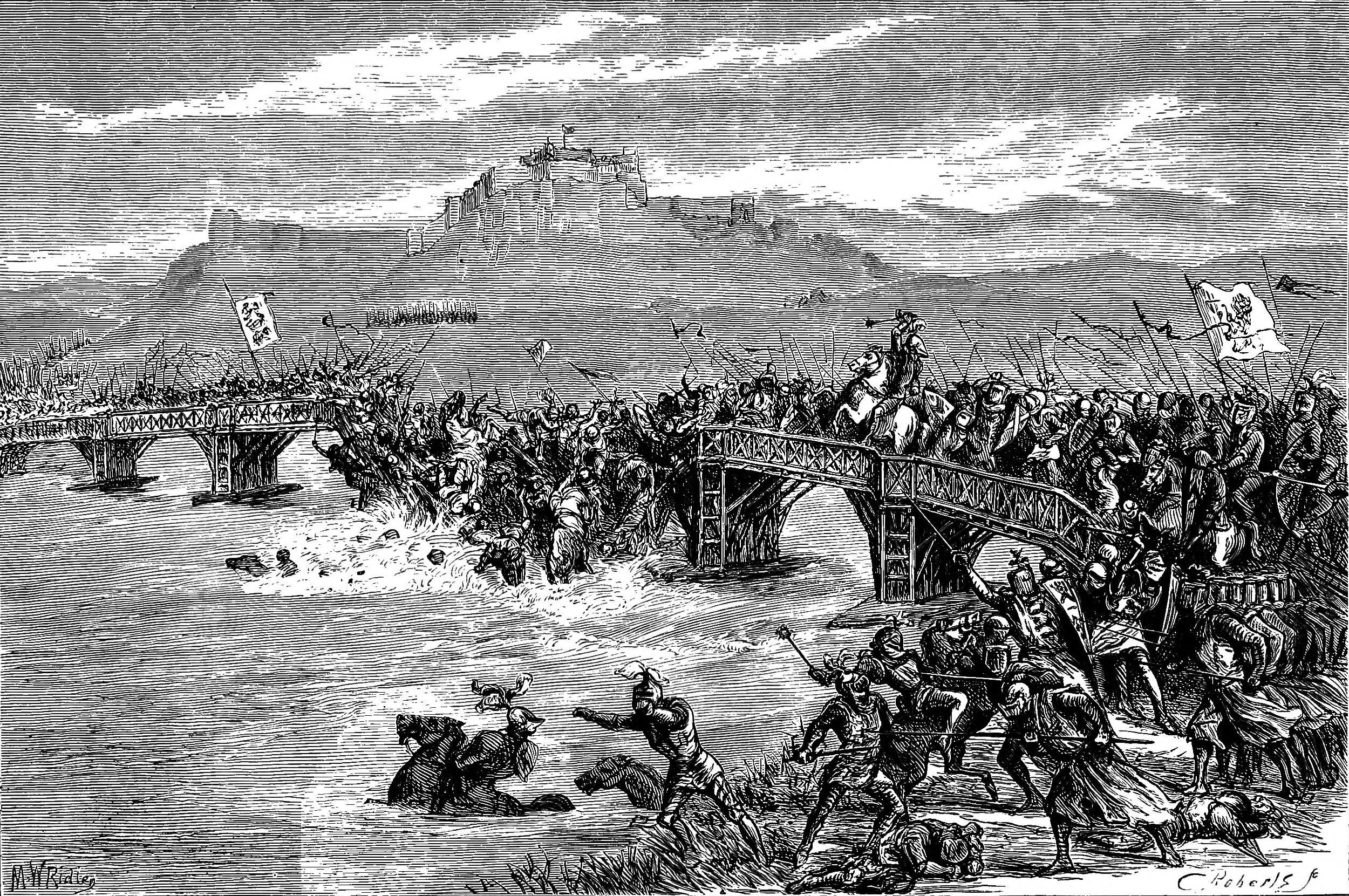
Uma representação vitoriana da batalha. O desabamento da ponte sugere que o artista foi influenciado pelo relato de Blind Harry.

A fácil vitória de John de Warenne contra os aristocratas da Escócia na Batalha de Dunbar levou-o a acreditar que o exército inimigo era formado apenas por uma ralé. Stirling era uma posição estratégica para ambos os lados, considerada os portões do norte da Escócia. O modo mais óbvio de atravessar o rio na região era através de uma pequena ponte estreita, um lugar perfeito para uma emboscada. A ponte pequena em Stirling era larga o suficiente para apenas dois cavaleiros a cruzarem de cada vez. Os escoceses se posicionaram no lado macio e plano do terreno ao norte do rio. Sir Richard Lundie, um cavaleiro escocês que se juntou aos ingleses depois da rendição em Irvine, se ofereceu para flanquear o inimigo ao liderar uma força de cavalaria por um vau próximo, onde sessenta cavaleiros poderiam passar rapidamente. Cressingham, o tesoureiro do Rei Eduardo I na Escócia, não queria mais gastos adicionais que uma campanha prolongada poderia causar, e persuadiu o Conde Warenne a rejeitar o conselho e ordenar um ataque direto pela ponte.
Os escoceses esperaram enquanto os cavaleiros e a infantaria inglesa avançavam lentamente pela ponte na manhã de 11 de setembro de 1297. O desordenado Exército Escocês de 1296 havia desaparecido: as linhas de William Wallace e Andrew Moray seguraram firme. Eles haviam recuado um pouco quando os arqueiros ingleses atacaram. Os dois comandantes escoceses, Wallace e Moray, esperaram, de acordo com as "Crônicas de Hemingburgh", até "que o máximo de inimigos se expusesse do outro lado". Quando a vanguarda, composta por 5 400 soldados ingleses e galeses e mais centenas de cavaleiros, cruzou a ponte, o ataque foi ordenado. Os lanceiros escoceses saíram do terreno alto e avançaram para a Ponte de Stirling, controlando rapidamente o lado inglês da ponte. A vanguarda de John de Warenne estava agora isolada do restante do exército. Com a cavalaria pesada ao norte do rio estava encurralada e foi dizimada, os companheiros deles se apressaram em ajudar Hugh de Cressingham, cujo corpo seria depois esfolado. As perdas sofridas pela infantaria, muitos deles galeses, foram altas. Poucos soldados ingleses conseguiram se desfazer da pesada armadura para cruzar o rio e fugir. Muitos, contudo, se afogaram.
De Warenne, que tinha um enorme contingente de arqueiros, ficou ao sul do rio e ainda estava em uma forte posição. O grosso do seu exército ainda estava intacto e ele poderia ter defendido a linha em Forth, evitando que os escoceses ganhassem mais terreno na passagem ao sul mas ele estava sem confiança. Depois que sir Marmaduke Thweng, alto cavaleiro inglês, escapou, ele ordenou a destruição da ponte e recuou para Berwick, deixando a guarnição no Castelo de Stirling isolada e abandonando as regiões baixas para os rebeldes escoceses. James Stewart, o Alto Guardião da Escócia, e Malcolm, Earl de Lennox, cujo exército era parte das forças de Surrey, observando a carnificina ao norte da ponte, recuaram. Depois as linhas de suprimento inglesas foram atacadas em The Pows, uma área pantanosa e cheia de árvores, por James Stewart e outros lordes escoceses, matando vários soldados inimigos em retirada.
Acredita-se que o local da batalha foi bem rio acima da atual Ponte de Stirling, que fora somente construída algum tempo depois.

## Consequências
A Batalha de Stirling Bridge foi uma terrível derrota para os ingleses: mostrou que, em algumas circunstâncias, a infantaria pode ser superior a cavalaria. Demoraria algum tempo para que a lição fosse aprendida.
O cronista inglês contemporâneo Walter de Guisborough afirma que as baixas inglesas na batalha figuram em 100 cavaleiros perdidos e pelo menos 5 000 soldados de infantaria mortos. As perdas escocesas são desconhecidas, com a exceção de Andrew Moray. Ele foi aparentemente ferido em batalha e morreu em novembro devido a esses ferimentos.
Wallace então liderou uma série de ataques e arrastões pelo norte da Inglaterra, o que não ajudou muito os escoceses taticamente em seu objetivo por independência mas teve grande efeito na moral de seus combatentes. Em março de 1298, Wallace foi feito Protetor da Escócia. Sua glória foi breve, pois o próprio Rei da Inglaterra vinha do norte de Flandres com um exército. Os dois finalmente se encontraram nos campos de Falkirk no verão de 1298, onde Wallace foi derrotado.

## Ficção
A Batalha de Stirling Bridge é mostrada no filme de 1995 Braveheart mas sem a ponte e com táticas que se assemelham mais a batalha de Bannockburn.